# 三条西家本
三条西家本（さんじょうにしけぼん）は、室町時代に入ってから三条西実隆が「証本」を元に作ったとされる源氏物語の写本。現宮内庁書陵部蔵（三条西家旧蔵）のものと日本大学図書館蔵（三条西家旧蔵）のものがある。前者は「実隆奥書本」、「実隆加証奥書本」、あるいは奥書の言辞から「青表紙証本」、現所蔵者から「書陵部本」と呼ばれることもある。後者は「三条西家証本」「証本源氏物語」、あるいは現所蔵者から「日大本」と呼ばれることがある。

## 書陵部蔵本
本写本は全54帖が揃っている写本であり、実隆ほか複数の手による写本である。山岸徳平の校訂による（旧）岩波日本古典文学大系「源氏物語」（1958年（昭和33年） - 1963年（昭和38年））の底本になった。
本写本は、
- 「桐壺」巻末に、「此物語五十四帖以青表紙証本令書写校合　銘是当代宸翰也　殊可謂珍奇　可秘蔵々々　権大納言藤実隆」
- 「夢浮橋」巻末に、「此物語以青表紙証本終全部書功者也　亜槐下拾遺小臣」

という実隆の自署の奥書があり、加えて花押が記されている。他の巻々については特に奥書はなく末尾に実隆の花押のみが記されている。「権大納言」とあるので、実隆がその任に就いていた1489年（延徳元年）から1506年（永正3年）までの間に成立したと見られる。
本写本は山岸によると大体が実隆自筆による写本とされているが、附属の「源氏物語筆者の数」によれば、実隆自身により筆写された巻は「篝火」1巻のみであり、本写本は全体としては実隆の周囲にいた複数の人物により書写された寄合書である。当時の天皇をはじめとして身分の高い堂上人や著名な連歌師などが書写することで権威を高めた本であると推測されている。
山岸は、自身が手がけた注釈書である（旧）日本古典文学大系本の底本に本写本を採用し、本写本を三条西家が証本としていることや、源氏物語の解釈などには大きな影響力を持った流布本であった伝嵯峨本源氏物語、絵入源氏物語、首書源氏物語、湖月抄などの江戸時代などの版本がこの写本の系統の本文に近いことなどを理由としてこの写本を藤原定家の自筆本に最も近い青表紙本の最善本であるとした。一方池田亀鑑は源氏物語大成の底本に大島本を採用し、「藤原定家の自筆本を除けば大島本が青表紙本の最善本である」としたため、両者は議論を繰り広げた。しかし本写本の本文自体を藤原定家自筆本や明融本など青表紙本系統の写本、尾州家本や高松宮家本など河内本系統の写本、保坂本・国冬本・御物本・穂久邇文庫本など別本に属する写本と詳細に比較する研究が進められた結果、本写本の「玉鬘」「匂宮」の2帖は青表紙本ではなく河内本に属する本文であり、「須磨」「梅枝」「柏木」「宿木」の4帖は別本の本文とすべきことが指摘され、全体として良質な青表紙系統の本文とは言い難いと評価されるようになり、その後源氏物語の校異を示すに当たって比較対象の一つとして取り上げられることはあっても底本として採用されることはほとんど無くなっている。1993年（平成5年）から1997年（平成9年）にかけて同じ岩波書店から出版された新日本古典文学大系の『源氏物語』では三条西家本に代えて大島本を底本に採用している。

### 翻刻本
日本古典文学大系
- 山岸徳平校注『日本古典文学大系 14 源氏物語 一』岩波書店、1958年（昭和33年）1月。 ISBN 978-4-0006-0014-9
桐壺から花散里まで
- 山岸徳平校注『日本古典文学大系 15 源氏物語 二』岩波書店、1959年（昭和34年）11月。
須磨から蛍まで
- 山岸徳平校注『日本古典文学大系 16 源氏物語 三』岩波書店、1961年（昭和36年）1月。
常夏から若菜下まで
- 山岸徳平校注『日本古典文学大系 17 源氏物語 四』岩波書店、1962年（昭和37年）4月。
柏木から総角まで
- 山岸徳平校注『日本古典文学大系 18 源氏物語 五』岩波書店、1963年（昭和38年）4月。
早蕨から夢浮橋まで

岩波文庫
- 山岸徳平校注『源氏物語 1』岩波文庫、岩波書店、1965年（昭和40年）10月。 ISBN 978-4-0030-0151-6
桐壺から花散里まで
- 山岸徳平校注『源氏物語 2』岩波文庫、岩波書店、1965年（昭和40年）10月。 ISBN 978-4-0030-0152-3
須磨から初音まで
- 山岸徳平校注『源氏物語 3』岩波文庫、岩波書店、1965年（昭和40年）1月。 ISBN 978-4-0030-0153-0
胡蝶から若菜上まで
- 山岸徳平校注『源氏物語 4』岩波文庫、岩波書店、1966年（昭和41年）10月。 ISBN 978-4-0030-0154-7
若菜下から紅梅まで
- 山岸徳平校注『源氏物語 5』岩波文庫、岩波書店、1966年（昭和41年）10月。 ISBN 978-4-0030-0155-4
竹河から宿木まで
- 山岸徳平校注『源氏物語 6』岩波文庫、岩波書店、1967年（昭和42年）10月。 ISBN 978-4-0030-0156-1
東屋から夢浮橋まで

ワイド版岩波文庫
- 山岸徳平校注『源氏物語 1』ワイド版岩波文庫、岩波書店、1994年（平成6年）10月。 ISBN 978-4-0000-7148-2
- 山岸徳平校注『源氏物語 2』ワイド版岩波文庫、岩波書店、1994年（平成6年）10月。 ISBN 978-4-0000-7149-9
- 山岸徳平校注『源氏物語 3』ワイド版岩波文庫、岩波書店、1994年（平成6年）10月。 ISBN 978-4-0000-7150-5
- 山岸徳平校注『源氏物語 4』ワイド版岩波文庫、岩波書店、1994年（平成6年）10月。 ISBN 978-4-0000-7151-2
- 山岸徳平校注『源氏物語 5』ワイド版岩波文庫、岩波書店、1994年（平成6年）10月。 ISBN 978-4-0000-7152-9
- 山岸徳平校注『源氏物語 6』ワイド版岩波文庫、岩波書店、1994年（平成6年）10月。 ISBN 978-4-0000-7153-6

影印校注古典叢書
- 山岸徳平校注『影印校注古典叢書 1』新典社、1974年（昭和49年）10月。 ISBN 978-4-7879-0201-6
第01帖 桐壺
- 犬養廉・奥出文子校注『影印校注古典叢書 17』新典社、1978年（昭和53年）4月。 ISBN 9784787902177
第02帖 帚木
- 野村精一校注『影印校注古典叢書 24』新典社、1981年（昭和56年）4月。 ISBN 4-7879-0224-5
第03帖 空蝉、第04帖 夕顔
- 有吉保・安藤亨子校注『影印校注古典叢書 25』新典社、1984年（昭和59年）4月。 ISBN 4-7879-0225-3
第05帖 若紫、第06帖 末摘花
- 神作光一・遠藤和夫校注『影印校注古典叢書 34』新典社、1988年（昭和63年）6月。 ISBN 4-7879-0234-2
第07帖 紅葉賀、第08帖 花宴、第09帖 葵
- 山田直巳校注『影印校注古典叢書 32』新典社、1985年（昭和60年）5月。 ISBN 4-7879-0232-6
第10帖 賢木、第11帖 花散里
- 橘誠校注『影印校注古典叢書 18』新典社、1978年（昭和53年）6月。 ISBN 9784787902184
第12帖 須磨、第13帖 明石
- 守屋省吾校注『影印校注古典叢書 28』新典社、1983年（昭和58年）4月。 ISBN 4-7879-0228-8
第14帖 澪標、第15帖 蓬生、第16帖 関屋
- 野口元大校注『影印校注古典叢書 35』新典社、1988年（昭和63年）4月。 ISBN 4-7879-0235-0
第17帖 絵合、第18帖 松風、第19帖 薄雲
- 武山隆昭校注『影印校注古典叢書 38』新典社、2002年（平成14年）4月。 ISBN 4-7879-0238-5
第20帖 朝顔、第21帖 少女
- 小山利彦校注『影印校注古典叢書 33』新典社、1986年（昭和61年）5月。 ISBN 4-7879-0233-4
第22帖 玉鬘、第23帖 初音
- 細井富久子校注『影印校注古典叢書 26』新典社、1982年（昭和57年）6月。 ISBN 4-7879-0226-1
第24帖 胡蝶、第25帖 蛍、第26帖 常夏
- 中田武司校注『影印校注古典叢書 29』新典社、1984年（昭和59年）4月。 ISBN 4-7879-0229-6
第27帖 篝火、第28帖 野分、第29帖 行幸、第30帖 藤袴
- 井爪康之校柱『影印校注古典叢書 37』新典社、1988年（昭和63年）4月。 ISBN 4-7879-0237-7
第31帖 真木柱、第32帖 梅枝、第33帖 藤裏葉
- 岡野道夫校注『影印校注古典叢書 14』新典社、1977年（昭和52年）3月。 ISBN 978-4-7879-0214-6
第36帖 柏木
- 森本元子校注『影印校注古典叢書 36』新典社、1992年（平成4年）5月。 ISBN 4-7879-0236-9
第45帖 橋姫、第46帖 椎本
- 高橋文二校注『影印校注古典叢書 27』新典社、1982年（昭和57年）4月。 ISBN 4-7879-0227-X
第53帖 手習、第54帖 夢浮橋

### 複製本
青表紙本源氏物語
- 山岸徳平編『宮内庁書陵部蔵青表紙本源氏物語 桐壷』新典社、1968年（昭和43年）2月。 ISBN 978-4-7879-00012
- 岸上慎二編『宮内庁書陵部蔵青表紙本源氏物語 帚木』新典社、1968年（昭和43年）2月。 ISBN 978-4-7879-00029
- 藤岡忠美編『宮内庁書陵部蔵青表紙本源氏物語 空蝉』新典社、1968年（昭和43年）12月。 ISBN 978-4-7879-00036
- 鈴木知太郎編『宮内庁書陵部蔵青表紙本源氏物語 夕顔』新典社、1968年（昭和43年）12月。 ISBN 978-4-7879-00043
- 岡一男編『宮内庁書陵部蔵青表紙本源氏物語 若紫』新典社、1968年（昭和43年）2月。 ISBN 978-4-7879-00050
- 石川徹編『宮内庁書陵部蔵青表紙本源氏物語 末摘花』新典社、1968年（昭和43年）12月。 ISBN 978-4-7879-00067
- 今井卓爾編『宮内庁書陵部蔵青表紙本源氏物語 紅葉賀』新典社、1968年（昭和43年）12月。 ISBN 978-4-7879-00074
- 上坂信男編『宮内庁書陵部蔵青表紙本源氏物語 花宴』新典社、1968年（昭和43年）12月。 ISBN 978-4-7879-0008-1
- 高崎正秀編『宮内庁書陵部蔵青表紙本源氏物語 葵』新典社、1969年（昭和44年）1月。 ISBN 978-4-7879-0009-8
- 松村博司編『宮内庁書陵部蔵青表紙本源氏物語 賢木』新典社、1969年（昭和44年）2月。 ISBN 978-4-7879-0010-4
- 松村博司編『宮内庁書陵部蔵青表紙本源氏物語 花散里』新典社、1969年（昭和44年）2月。 ISBN 978-4-7879-0011-1
- 松尾聰編『宮内庁書陵部蔵青表紙本源氏物語 須磨』新典社、1968年（昭和43年）2月。 ISBN 978-4-7879-0012-8
- 臼田甚五郎編『宮内庁書陵部蔵青表紙本源氏物語 明石』新典社、1968年（昭和43年）2月。 ISBN 978-4-7879-0013-5
- 曽沢太吉編『宮内庁書陵部蔵青表紙本源氏物語 澪標』新典社、1969年（昭和44年）3月。 ISBN 978-4-7879-0014-2
- 寺本直彦編『宮内庁書陵部蔵青表紙本源氏物語 蓬生』新典社、1968年（昭和43年）12月。 ISBN 978-4-7879-0015-9
- 稲賀敬二編『宮内庁書陵部蔵青表紙本源氏物語 関屋』新典社、1969年（昭和44年）1月。 ISBN 978-4-7879-0016-6
- 稲賀敬二編『宮内庁書陵部蔵青表紙本源氏物語 絵合』新典社、1968年（昭和43年）12月。 ISBN 978-4-7879-0017-3
- 片桐洋一編『宮内庁書陵部蔵青表紙本源氏物語 松風』新典社、1969年（昭和44年）3月。 ISBN 978-4-7879-0018-0
- 清水文雄編『宮内庁書陵部蔵青表紙本源氏物語 薄雲』新典社、1969年（昭和44年）4月。 ISBN 978-4-7879-0019-7
- 上村悦子編『宮内庁書陵部蔵青表紙本源氏物語 槿』新典社、1969年（昭和44年）4月。 ISBN 978-4-7879-0020-3
- 森岡常夫編『宮内庁書陵部蔵青表紙本源氏物語 乙女』新典社、1969年（昭和44年）5月。 ISBN 978-4-7879-0021-0
- 玉上琢彌編『宮内庁書陵部蔵青表紙本源氏物語 玉髪』新典社、1968年（昭和43年）2月。 ISBN 978-4-7879-0022-7
- 中田剛直編『宮内庁書陵部蔵青表紙本源氏物語 初音』新典社、1969年（昭和44年）5月。 ISBN 978-4-7879-0023-4
- 仲田庸幸編『宮内庁書陵部蔵青表紙本源氏物語 胡蝶』新典社、1979年（昭和54年）4月。 ISBN 978-4-7879-0024-1
- 安川定男編『宮内庁書陵部蔵青表紙本源氏物語 螢』新典社、1968年（昭和43年）2月。 ISBN 978-4-7879-0025-8
- 橋本不美男編『宮内庁書陵部蔵青表紙本源氏物語 常夏』新典社、1968年（昭和43年）2月。 ISBN 978-4-7879-0026-5
- 今泉忠義編『宮内庁書陵部蔵青表紙本源氏物語 篝火』新典社、1968年（昭和43年）12月。 ISBN 978-4-7879-0027-2
- 今泉忠義編『宮内庁書陵部蔵青表紙本源氏物語 野分』新典社、1968年（昭和43年）12月。 ISBN 978-4-7879-0028-9
- 南波浩編『宮内庁書陵部蔵青表紙本源氏物語 行幸』新典社、1968年（昭和43年）12月。 ISBN 978-4-7879-0029-6
- 迫徹朗編『宮内庁書陵部蔵青表紙本源氏物語 藤袴』新典社、1969年（昭和44年）6月。 ISBN 978-4-7879-0030-2
- 今井源衛編『宮内庁書陵部蔵青表紙本源氏物語 真木柱』新典社、1968年（昭和43年）2月。 ISBN 978-4-7879-0031-9
- 目加田さくを編『宮内庁書陵部蔵青表紙本源氏物語 梅ヶ枝』新典社、1969年（昭和44年）7月。 ISBN 978-4-7879-0032-6
- 池田彌三郎編『宮内庁書陵部蔵青表紙本源氏物語 藤裏葉』新典社、1969年（昭和44年）8月。 ISBN 978-4-7879-0033-3
- 村井順編『宮内庁書陵部蔵青表紙本源氏物語 若菜上』新典社、1969年（昭和44年）7月。 ISBN 978-4-7879-0034-0
- 石田穣二編『宮内庁書陵部蔵青表紙本源氏物語 若菜下』新典社、1969年（昭和44年）8月。 ISBN 978-4-7879-0035-7
- 桜井祐三編『宮内庁書陵部蔵青表紙本源氏物語 柏木』新典社、1969年（昭和44年）9月。 ISBN 978-4-7879-0036-4
- 高橋和夫編『宮内庁書陵部蔵青表紙本源氏物語 横笛』新典社、1969年（昭和44年）9月。 ISBN 978-4-7879-0037-1
- 菊田茂男編『宮内庁書陵部蔵青表紙本源氏物語 鈴虫』新典社、1978年（昭和53年）7月。 ISBN 978-4-7879-0038-8
- 神作光一編『宮内庁書陵部蔵青表紙本源氏物語 夕霧』新典社、1969年（昭和44年）10月。 ISBN 978-4-7879-0039-5
- 清水好子編『宮内庁書陵部蔵青表紙本源氏物語 御法』新典社、1969年（昭和44年）11月。 ISBN 978-4-7879-0040-1
- 鈴木一雄編『宮内庁書陵部蔵青表紙本源氏物語 幻』新典社、1980年（昭和55年）4月。 ISBN 978-4-7879-0041-8
- 犬養廉編『宮内庁書陵部蔵青表紙本源氏物語 匂宮』新典社、1969年（昭和44年）11月。 ISBN 978-4-7879-0042-5
- 高橋正治編『宮内庁書陵部蔵青表紙本源氏物語 紅梅』新典社、1969年（昭和44年）12月。 ISBN 978-4-7879-0043-2
- 桑原博史編『宮内庁書陵部蔵青表紙本源氏物語 竹河』新典社、1969年（昭和44年）12月。 ISBN 978-4-7879-0044-9
- 秋山虔編『宮内庁書陵部蔵青表紙本源氏物語 橋姫』新典社、1968年（昭和43年）2月。 ISBN 978-4-7879-0045-6
- 野口元大編『宮内庁書陵部蔵青表紙本源氏物語 椎本』新典社、1970年（昭和45年）1月。 ISBN 978-4-7879-0046-3
- 阪倉篤義編『宮内庁書陵部蔵青表紙本源氏物語 総角』新典社、1970年（昭和45年）1月。 ISBN 978-4-7879-0047-0
- 吉岡曠編『宮内庁書陵部蔵青表紙本源氏物語 早蕨』新典社、1970年（昭和45年）2月。 ISBN 978-4-7879-0048-7
- 大朝雄二編『宮内庁書陵部蔵青表紙本源氏物語 宿木』新典社、1970年（昭和45年）2月。 ISBN 978-4-7879-0049-4
- 喜多義勇編『宮内庁書陵部蔵青表紙本源氏物語 東屋』新典社、1970年（昭和45年）3月。 ISBN 978-4-7879-0050-0
- 阿部秋生編『宮内庁書陵部蔵青表紙本源氏物語 浮舟』新典社、1970年（昭和45年）3月。 ISBN 978-4-7879-0051-7
- 多屋頼俊編『宮内庁書陵部蔵青表紙本源氏物語 蜻蛉』新典社、1970年（昭和45年）4月。 ISBN 978-4-7879-0052-4
- 池田勉編『宮内庁書陵部蔵青表紙本源氏物語 手習』新典社、1970年（昭和45年）4月。 ISBN 978-4-7879-0053-1
- 長谷章久編『宮内庁書陵部蔵青表紙本源氏物語 夢の浮橋』新典社、1979年（昭和54年）4月。 ISBN 978-4-7879-0054-8
- 山岸徳平・今井源衛編『宮内庁書陵部蔵青表紙本源氏物語 山路の露 雲隠六帖』新典社、1970年（昭和45年）8月。 ISBN 978-4-7879-0055-5
- 山岸徳平・今井源衛編『宮内庁書陵部蔵青表紙本源氏物語 源氏物語解題』新典社、1968年（昭和43年）2月。 ISBN 978-4-7879-0056-2

## 日本大学蔵本
実隆によるとされる写本には上記書陵部蔵本の他に日本大学図書館所蔵本もあり、こちらは夕霧巻を欠く53帖であるが、この本の臨模本が複数残っている（宮内庁書陵部蔵）ので比較的近年まで全54帖揃っていたと見られる。『源氏物語大成』で「三条西家本」と呼ばれ「三」の写本記号で対校に用いられたのはこの本である。
手習巻の奥書に実隆の言葉として「以証本書写之　老後之手習無其益　慚愧々々」とある。また、この本を書写したという後陽成院宸筆本（宮内庁書陵部蔵）夢浮橋巻末奥書にも「以三条西家伝之証本令謄写了」とある。
1丁10行書き、和歌は大体2字分下げて2行書きで、2行目の後は地の文へそのまま続く。
実隆が77歳の時（1531年（享禄4年））に、息子の公順・公条と共に3人で書写したものである。書陵部蔵本は多くの寄合書なのに対してこの本は三条西家の家本を作ろうという姿勢があると片桐洋一は指摘する。山岸徳平は書陵部蔵本から写されたとするが、多くの異同があるため、直接の親子関係はないと見られている。

### 影印本
- 『日本大学蔵源氏物語　第1巻　三条西家証本　1』 八木書店、1994年（平成6年）9月。 ISBN 4-8406-9321-8
- 『日本大学蔵源氏物語　第2巻　三条西家証本　2』 八木書店、1994年（平成6年）11月。 ISBN 4-8406-9322-6
- 『日本大学蔵源氏物語　第3巻　三条西家証本　3』 八木書店、1995年（平成7年）1月。 ISBN 4-8406-9323-4
- 『日本大学蔵源氏物語　第4巻　三条西家証本　4』 八木書店、1995年（平成7年）3月。 ISBN 4-8406-9324-2
- 『日本大学蔵源氏物語　第5巻　三条西家証本　5』 八木書店、1995年（平成7年）5月。 ISBN 4-8406-9325-0
- 『日本大学蔵源氏物語　第6巻　三条西家証本　6』 八木書店、1995年（平成7年）7月。 ISBN 4-8406-9326-9
- 『日本大学蔵源氏物語　第7巻　三条西家証本　7』 八木書店、1995年（平成7年）9月。 ISBN 4-8406-9327-7
- 『日本大学蔵源氏物語　第8巻　三条西家証本　8』 八木書店、1995年（平成7年）11月。 ISBN 4-8406-9328-5
- 『日本大学蔵源氏物語　第9巻　三条西家証本　9』 八木書店、1996年（平成8年）1月。 ISBN 4-8406-9329-3
- 『日本大学蔵源氏物語　第10巻　三条西家証本　10』 八木書店、1996年（平成8年）3月。 ISBN 4-8406-9330-7
- 『日本大学蔵源氏物語　第11巻　三条西家証本　11』 八木書店、1996年（平成8年）5月。 ISBN 4-8406-9331-5

## その他の三条西家本
三条西家（旧蔵）本と呼ばれうる源氏物語の写本としては上記の二写本の他に、
- 三条西実枝らの筆と伝えられる現在早稲田大学図書館の所蔵となっている54帖の揃い本[1]（早稲田大学本）
- 三条西実隆らの筆と伝えられる現在岩国徴古館所蔵の吉川家旧蔵の54帖の揃い本[2]（吉川本）
- 三条西実隆らの筆と伝えられる現在蓬左文庫の所蔵となっている54帖の揃い本（蓬左文庫本）[3]

などいくつか存在している。